# Xinping

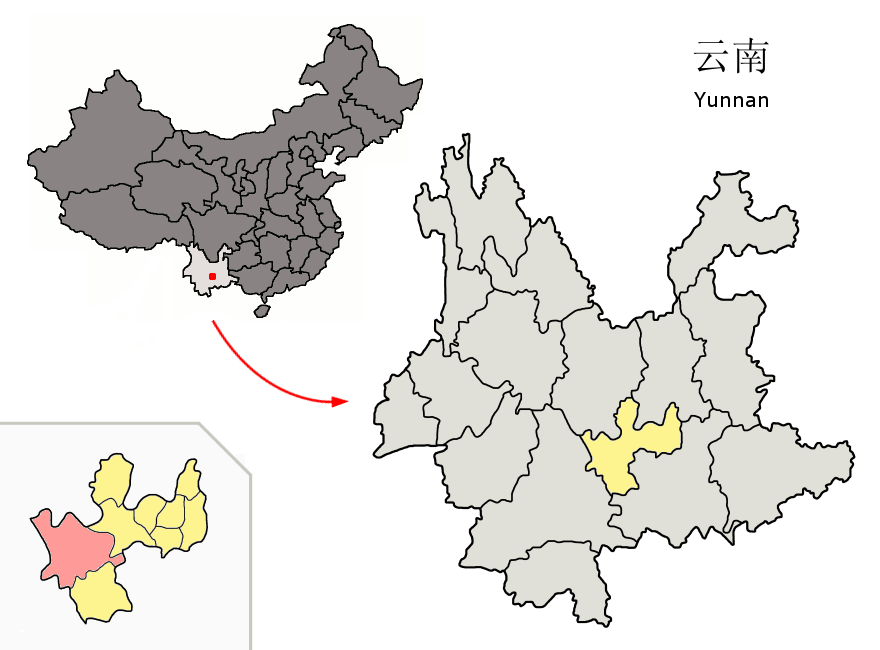
Lage des Autonomen Kreises Xinping der Yi und Dai (rosa) in der bezirksfreien Stadt Yuxi (gelb)

Der Autonome Kreis Xinping der Yi und Dai (新平彝族傣族自治县,  Xīnpíng Yízú Dǎizú Zìzhìxiàn) ist ein autonomer Kreis der Yi und Dai, der zum Verwaltungsgebiet der bezirksfreien Stadt Yuxi im Zentrum der chinesischen Provinz Yunnan gehört. Er hat eine Fläche von 4.133 Quadratkilometern und zählt 262.771 Einwohner (Stand: Zensus 2020). Sein Hauptort ist das Straßenviertel Guishan (桂山街道).

## Administrative Gliederung
Auf Gemeindeebene setzt sich der autonome Kreis aus zwei Straßenvierteln, vier Großgemeinden und sechs Gemeinden zusammen. Diese sind:
- Straßenviertel Guishan (桂山街道)
- Straßenviertel Gucheng (古城街道)
- Großgemeinde Yangwu (扬武镇)
- Großgemeinde Mosha (漠沙镇)
- Großgemeinde Gasa (戛洒镇)
- Großgemeinde Shuitang (水塘镇)
- Gemeinde Pingdian (平甸乡)
- Gemeinde Xinhua (新化乡)
- Gemeinde Jianxing (建兴乡)
- Gemeinde Laochang (老厂乡)
- Gemeinde Laoyuan (者鼋乡)
- Gemeinde Pingzhang (平掌乡)